# Aseptis rubiginosa
Aseptis rubiginosa là một loài bướm đêm trong họ Noctuidae.